# Списък с епизоди на „Невероятният Спайдър-Мен“
Това е списъкът с епизоди на анимационния сериал „Невероятният Спайдър-Мен“ с оригиналните дати на излъчване. Премиерите на първи сезон са в Съединените щати, на първите два епизода от втори сезон са в Канада, а от трети до девети епизод на същия сезон са в България. Премиерите на последните четири епизода от сезона се излъчиха в Австралия.

## Сезон 1
| Номер | Заглавие                                         | Първо излъчване  | Първо излъчване в България |
| ----- | ------------------------------------------------ | ---------------- | -------------------------- |
| 01    | „Оцеляват най-добрите“ (Survival of the Fittest) | 8 март 2008 г.   | 6 декември 2008 г.         |
| 02    | „Взаимодействие“ (Interactions)                  | 8 март 2008 г.   | 7 декември 2008 г.         |
| 03    | „Естествен подбор“ (Natural Selection)           | 15 март 2008 г.  | 13 декември 2008 г.        |
| 04    | „Търговски сили“ (Market Forces)                 | 22 март 2008 г.  | 14 декември 2008 г.        |
| 05    | „Състезанието“ (Competition)                     | 29 март 2008 г.  | 20 декември 2008 г.        |
| 06    | „Невидимата ръка“ (The Invisible Hand)           | 12 април 2008 г. | 21 декември 2008 г.        |
| 07    | „Съучастници и врагове“ (Catalysts)              | 26 април 2008 г. | 27 декември 2008 г.        |
| 08    | „Реакция“ (Reaction)                             | 3 май 2008 г.    | 28 декември 2008 г.        |
| 09    | „Съмнения“ (The Uncertainty Principle)           | 10 май 2008 г.   | 3 януари 2009 г.           |
| 10    | „Лицето“ (Persona)                               | 17 май 2008 г.   | 4 януари 2009 г.           |
| 11    | „Групова терапия“ (Group Therapy)                | 31 май 2008 г.   | 10 януари 2009 г.          |
| 12    | „Намеса“ (Intervention)                          | 7 юни 2008 г.    | 11 януари 2009 г.          |
| 13    | „Природа срещу природа“ (Nature vs. Nurture)     | 14 юни 2008 г.   | 17 януари 2009 г.          |

## Сезон 2
| Номер | Заглавие                                   | Първо излъчване                         | Първо излъчване в България |
| ----- | ------------------------------------------ | --------------------------------------- | -------------------------- |
| 14    | „Отпечатъци“ (Blueprints)                  | 11 януари 2009 г. 22 юни 2009 г.        | 18 януари 2009 г.          |
| 15    | „Пагубна сила“ (Destructive Testing)       | 18 януари 2009 г. 22 юни 2009 г.        | 24 януари 2009 г.          |
| 16    | „Подкрепления“ (Reinforcements)            | 25 януари 2009 г. 29 юни 2009 г.        | 25 януари 2009 г.          |
| 17    | „Загуба на сила“ (Shear Strength)          | 31 януари 2009 г. 6 юли 2009 г.         | 31 януари 2009 г.          |
| 18    | „Първи стъпки“ (First Steps)               | 1 февруари 2009 г. 13 юли 2009 г.       | 1 февруари 2009 г.         |
| 19    | „Силна болка“ (Growing Pains)              | 7 февруари 2009 г. 22 юли 2009 г.       | 7 февруари 2009 г.         |
| 20    | „Криза на самоличността“ (Identity Crisis) | 8 февруари 2009 г. 27 юли 2009 г.       | 8 февруари 2009 г.         |
| 21    | „Съучастници“ (Accomplices)                | 14 февруари 2009 г. 7 октомври 2009 г.  | 14 февруари 2009 г.        |
| 22    | „Възможна вина“ (Probable Cause)           | 15 февруари 2009 г. 14 октомври 2009 г. | 15 февруари 2009 г.        |
| 23    | „Разпределение на територията“ (Gangland)  | 13 март 2009 г. 21 октомври 2009 г.     | 27 февруари 2011 г.        |
| 24    | „Подтекст“ (Subtext)                       | 16 март 2009 г. 4 ноември 2009 г.       | 6 март 2011 г.             |
| 25    | „Премиера“ (Opening Night)                 | 17 март 2009 г. 18 ноември 2009 г.      | 12 март 2011 г.            |
| 26    | „Завеса“ (Final Curtain)                   | 18 март 2009 г. 18 ноември 2009 г.      | 12 март 2011 г.            |